# Fuerte Ertij
El Fuerte Ertij es una fortificación que data del siglo XIII que está situada sobre una colina adyacente a la aldea de Arpi en la provincia Vayots Dzor en el país asiático de Armenia.

## Situación de las ruinas
Cerca de la garganta excavada por el río Arpa se localiza un santuario rupestre de Jrovank. En el borde sur de esta garganta se encuentran las ruinas del antiguo Fuerte de Ertij datado del siglo XIII.